# Grand Prix Formule 1 van België 1998
De Grand Prix Formule 1 van België 1998 werd gehouden op 30 augustus 1998 op Spa-Francorchamps.

## Verslag

### Kwalificatie
Tijdens de oefen- en kwalificatiesessies gebeurden twee zware ongelukken in de Eau Rouge: Jacques Villeneuve in zijn Williams en Mika Salo (Arrows) gingen zwaar van de baan. Beide McLarens stonden vooraan op de grid: Mika Häkkinen op pole-position met David Coulthard naast hem. Damon Hill kwalificeerde zich als derde, de hoogste positie voor de Jordan-rijder dit seizoen.

### Race

#### Eerste start
Het was een erg natte zondag en ondanks de hevige regen werd er besloten om niet achter de safety car te starten. Häkkinen leidde de race, voor een snel startende Villeneuve, Michael Schumacher en Giancarlo Fisichella. Achter hen reed Coulthard tegen de muur na een contact met Eddie Irvine. Hij schoot terug naar het midden van de baan wat een kettingreactie aan botsingen veroorzaakte: Irvine, Alexander Wurz, Rubens Barrichello, Johnny Herbert, Olivier Panis, Jarno Trulli, Mika Salo, Pedro Diniz, Toranosuke Takagi, Ricardo Rosset en Shinji Nakano crashten. Jos Verstappen slaagde erin zijn Stewart nog terug te rijden naar de pits maar zijn wagen was te zwaar beschadigd om nog verder te rijden.
De race werd onmiddellijk gestopt. Irvine en Barrichello liepen lichte verwondingen op, maar Irvine nam toch deel aan de herstart. Salo, Rosset en Panis konden niet deelnemen aan de herstart omdat hun team geen reservewagen had.

#### Tweede start
De race werd bijna een uur later herstart. Hill maakte een erg goede start en nam de leiding, voor het eerst sinds de Grand Prix van Hongarije 1997. In de eerste bocht kozen Häkkinen en Schumacher nagenoeg dezelfde lijn in de eerste bocht, waardoor Häkkinen spinde en Johnny Herbert op hem inreed. Hierdoor moesten beide rijders opgeven. De safety car kwam op de baan om Häkkinens wagen van de racelijn af te halen. Halverwege de eerste ronde botsten Wurz en Coulthard, waardoor de race van de Benetton-rijder afliep. Schumacher ging in de achtste ronde voorbij Hill terwijl Irvine zijn voorvleugel verloor toen hij van de baan ging en een aantal plaatsen in de rangorde daalde.
Schumacher reed 40 seconden voorop, toen hij Coulthard op een ronde moest zetten. Jean Todt had al een bezoekje gebracht aan de pitmuur van McLaren om er zeker van te zijn dat de Schot de Ferrari-rijder voorbij zou laten. Schumacher geraakte hem na een aantal pogingen nog niet voorbij, waarop Coulthard plots af het gas ging om de Duitser voorbij te laten. Hij deed dit echter op de racelijn, waardoor Schumacher achter op de McLaren reed. Beide wagens konden de pit bereiken, waar Schumacher richting de pitbox van Coulthard stormde om verhaal te halen. De Ferrari-crew zorgde er echter voor dat hij niet tot bij Coulthard geraakte.
Intussen had Hill de leiding overgenomen. Irvine was van de baan gespind, waardoor beide Ferrari's uitgevallen waren. Fisichella en Nakano maakten een soortgelijke botsing als Coulthard en Schumacher. Fisichella schoot met zijn Benetton tegen de pitmuur en de wagen vatte vlam. De safety car kwam hierdoor opnieuw op de baan.
Zes wagens bleven in de race, terwijl Coulthard en Nakano na herstellingen aan hun wagen ook opnieuw het circuit opkwamen. Hill leidde voor zijn teammaat Ralf Schumacher, met Jean Alesi in zijn Sauber op de derde plaats. Hierdoor pakte Jordan hun eerste overwinning, onmiddellijk een 1-2. Ralf leek niet zo gelukkig na de race, achteraf bleek dat hij Hill had kunnen inhalen maar het team had hem dat verboden.

## Uitslag
| Pos. | Nr. | Coureur               | Constructeur        | Rondes | Tijd / Oorzaak uitval | Grid | Punten |
| ---- | --- | --------------------- | ------------------- | ------ | --------------------- | ---- | ------ |
| 1    | 9   | Damon Hill            | Jordan-Mugen-Honda  | 44     | 1'43:47.4             | 3    | 10     |
| 2    | 10  | Ralf Schumacher       | Jordan-Mugen-Honda  | 44     | +0.932                | 8    | 6      |
| 3    | 14  | Jean Alesi            | Sauber-Petronas     | 44     | +7.24                 | 10   | 4      |
| 4    | 2   | Heinz-Harald Frentzen | Williams-Mecachrome | 44     | +32.243               | 9    | 3      |
| 5    | 16  | Pedro Diniz           | Arrows              | 44     | +51.682               | 16   | 2      |
| 6    | 12  | Jarno Trulli          | Prost-Peugeot       | 42     | +2 Rondes             | 13   | 1      |
| 7    | 7   | David Coulthard       | McLaren-Mercedes    | 39     | +5 Rondes             | 2    |        |
| 8    | 22  | Shinji Nakano         | Minardi-Ford        | 39     | +5 Rondes             | 21   |        |
| DNF  | 5   | Giancarlo Fisichella  | Benetton-Playlife   | 26     | Botsing               | 7    |        |
| DNF  | 3   | Michael Schumacher    | Ferrari             | 25     | Botsing               | 4    |        |
| DNF  | 4   | Eddie Irvine          | Ferrari             | 25     | Spin                  | 5    |        |
| DNF  | 23  | Esteban Tuero         | Minardi-Ford        | 17     | Versnellingsbak       | 22   |        |
| DNF  | 1   | Jacques Villeneuve    | Williams-Mecachrome | 16     | Spin                  | 6    |        |
| DNF  | 21  | Toranosuke Takagi     | Tyrrell-Ford        | 10     | Spin                  | 19   |        |
| DNF  | 19  | Jos Verstappen        | Stewart-Ford        | 8      | Motor                 | 17   |        |
| DNF  | 8   | Mika Häkkinen         | McLaren-Mercedes    | 1      | Botsing               | 1    |        |
| DNF  | 6   | Alexander Wurz        | Benetton-Playlife   | 1      | Botsing               | 11   |        |
| DNF  | 15  | Johnny Herbert        | Sauber-Petronas     | 1      | Botsing               | 12   |        |
| DNF  | 18  | Rubens Barrichello    | Stewart-Ford        | 0      | Botsing               | 15   |        |
| DNF  | 11  | Olivier Panis         | Prost-Peugeot       | 0      | Botsing               | 14   |        |
| DNF  | 17  | Mika Salo             | Arrows              | 0      | Botsing               | 18   |        |
| DNF  | 20  | Ricardo Rosset        | Tyrrell-Ford        | 0      | Botsing               | 20   |        |

## Wetenswaardigheden
- Dit was de 600e  GP van Ferrari,  echter werd dit één race later pas uitbundig gevierd omdat deze in thuisland Italië werd verreden.

## Statistieken
| Pole-position | Mika Häkkinen      | McLaren-Mercedes | 1:48.682 |
| Snelste ronde | Michael Schumacher | Ferrari          | 2:03.766 |

## Noot
- Dit was de tiende pole position voor Mika Häkkinen.

1925 · 1930 · 1931 · 1933 · 1934 · 1935 · 1937 · 1939 · 1947 · 1949 · 1950 · 1951 · 1952 · 1953 · 1954 · 1955 · 1956 · 1958 · 1960 · 1961 · 1962 · 1963 · 1964 · 1965 · 1966 · 1967 · 1968 · 1970 · 1972 · 1973 · 1974 · 1975 · 1976 · 1977 · 1978 · 1979 · 1980 · 1981 · 1982 · 1983 · 1984 · 1985 · 1986 · 1987 · 1988 · 1989 · 1990 · 1991 · 1992 · 1993 · 1994 · 1995 · 1996 · 1997 · 1998 · 1999 · 2000 · 2001 · 2002 · 2004 · 2005 · 2007 · 2008 · 2009 · 2010 · 2011 · 2012 · 2013 · 2014 · 2015 · 2016 · 2017 · 2018 · 2019 · 2020 · 2021 · 2022 · 2023 · 2024 · 2025 · 2026 · 2027 · 2029 · 2031